# Інститут Амрапалі
Інститут Амрапалі (англ. Amrapali Institute) — автономний інженерний і технологічний інститут у місті Халдвані в індійському штаті Уттаракханд, заснований 1999 року Сучасним Академічним Товариством з міста Модінаґар. Метою інституту є забезпечення мешканців регіону освітою в галузях менеджмента, інформатики і готельних послуг на рівні студентів та аспірантів.